# 1. slovenská národní fotbalová liga 1985/1986
V soubojích 17. ročníku 1. slovenské národní fotbalové ligy 1985/1986 se utkalo 16 týmů dvoukolovým systémem podzim–jaro.

## Konečná tabulka
Zdroj: 
| Poř. | Tým                           | Z  | V  | R | P  | VG | OG | B  |
| ---- | ----------------------------- | -- | -- | - | -- | -- | -- | -- |
| 1.   | Plastika Nitra                | 30 | 23 | 4 | 3  | 84 | 26 | 50 |
| 2.   | Slovan CHZJD Bratislava       | 30 | 17 | 8 | 5  | 45 | 23 | 42 |
| 3.   | Slovenský hodváb Senica       | 30 | 14 | 6 | 10 | 42 | 34 | 34 |
| 4.   | ZŤS Petržalka                 | 30 | 12 | 8 | 10 | 47 | 37 | 32 |
| 5.   | Agro Hurbanovo                | 30 | 13 | 5 | 12 | 44 | 44 | 31 |
| 6.   | Baník Prievidza               | 30 | 12 | 6 | 12 | 39 | 34 | 30 |
| 7.   | Slovan Agro Levice            | 30 | 11 | 8 | 11 | 36 | 36 | 30 |
| 8.   | TJ ZŤS Martin                 | 30 | 10 | 9 | 11 | 37 | 41 | 29 |
| 9.   | ZVL Považská Bystrica         | 30 | 11 | 6 | 13 | 40 | 41 | 28 |
| 10.  | Chemlon Humenné               | 30 | 10 | 8 | 12 | 38 | 52 | 28 |
| 11.  | ZŤS Košice                    | 30 | 10 | 7 | 13 | 42 | 45 | 27 |
| 12.  | Spartak ZŤS Dubnica n/V       | 30 | 9  | 9 | 12 | 31 | 41 | 27 |
| 13.  | Slavoj Poľnohospodár Trebišov | 30 | 10 | 7 | 13 | 34 | 45 | 27 |
| 14.  | Tesla Stropkov                | 30 | 9  | 6 | 15 | 36 | 51 | 24 |
| 15.  | Zemplín Vihorlat Michalovce   | 30 | 8  | 7 | 15 | 37 | 60 | 23 |
| 16.  | Gumárne 1. mája Púchov        | 30 | 5  | 8 | 17 | 32 | 54 | 18 |

Poznámky:
- Z = Odehrané zápasy; V = Vítězství; R = Remízy; P = Prohry; VG = Vstřelené góly; OG = Obdržené góly; B = Body

|  | 1. československá fotbalová liga 1986/1987    |
|  | 2. slovenská národní fotbalová liga 1986/1987 |

## Soupisky mužstev

### Plastika Nitra
Ladislav Molnár (18/0),
Ivan Ondruška (1/0),
Peter Palúch (12/0) –
Augustín Antalík (6/0),
Jozef Czuczor (23/6),
Jaroslav Dekýš (30/4),
Eduard Gajdoš (28/16),
František Halás (28/8),
Marián Halás (9/0),
Karol Herák (22/2),
Michal Hipp (28/6),
Vladimír Hodoško (5/1),
Kamil Chatrnúch (28/4),
Róbert Jež (27/14),
Milan Lednický (1/0),
Miloš Lejtrich (5/3),
Ľubomír Mihok (27/6),
Marek Mikuš (23/2),
Zoltán Molnár (28/7),
Ľubomír Moravčík (29/4) −
trenér Jozef Jarabinský, asistent Ivan Horn

### Slovan CHZJD Bratislava
Pavol Michalík (15/0),
Karel Stromšík (13/0),
Alexander Vencel (2/0) −
Vladimír Bechera (24/0),
Rudolf Bobek (9/1),
Ladislav Cabadaj (7/0),
Rudolf Ducký (15/10),
Róbert Fischer (5/0),
Igor Frič (24/5),
Pavol Gostič (19/3),
Ivan Gramblička (1/0),
Miroslav Hirko (16/0),
Ján Hlavatý (15/5),
Štefan Horný (12/1),
Gabriel Hornyák (14/0),
Miroslav Chvíľa (17/0),
Ľubomír Korbela (13/2),
Dušan Magula (21/2),
Peter Matovič (18/1),
Štefan Maixner (3/0),
Ladislav Pecko (1/0),
Ladislav Repáčik (13/1),
Ján Richter (15/4),
Ivan Schulcz (25/0),
Dušan Tittel (28/0),
Jaroslav Ťažký (19/6),
Milan Uhlík (24/4) –
trenér Valerián Švec, asistent Koloman Gögh

### Slovenský hodváb Senica
František Jurkovič (30/0) –
Peter Baumgartner (22/5),
Bronislav Blaha (10/2),
Viktor Buzay (17/4),
Vladimír Gerič (27/5),
Fridrich Hutta (9/0),
Jaroslav Hutta (27/5),
Miroslav Jakubovič (25/0),
Jozef Jurkovič (1/0),
Emil Krajčík (29/7),
Rudolf Kubina (7/0),
Miloš Malárik (6/0),
Vojtech Petráš (15/0),
Vladimír Planka (19/0),
Miroslav Reha (25/3),
Jozef Ružička (9/1),
Marián Rybanský (13/3),
Štefan Sadloň (7/2),
Jozef Uhlár (26/3),
Jozef Vanek (26/0),
Vladimír Včelka (3/1),
Milan Zíšek (30/0) –
trenér Fridrich Hutta, asistent Alojz Polakovič

### ZŤS Petržalka
Jozef Hroš (30/0) –
Milan Beseda (7/0),
Roman Drobný (12/5),
Róbert Fischer (8/0),
Dušan Galovič (6/2),
Tibor Chovanec (20/5),
Jozef Kubica (27/4),
Ján Lehnert (15/3),
Marián Masný (26/2),
Pavol Matuška (17/2),
Peter Pavlovič (4/0),
Marián Pochaba (24/4),
Ladislav Repáčik (14/1),
Ján Richter (11/1),
Emil Stranianek (26/4),
Jaroslav Šimončič (17/1),
Peter Šoltés (27/9),
Rafael Tománek (11/0),
Imrich Tóth (15/1),
Štefan Valent (27/1),
Ivan Vrabec (11/0),
Ľubomír Zrubec (24/0),
Igor Žember (1/0), –
trenér Štefan Slezák, od jara Jozef Balažovič, asistent Jozef Balažovič, od jara Dušan Galis

### Agro Hurbanovo
Viliam Bilko (1/0),
Stanislav Fišan (30/0) –
Miroslav Bachratý (6/0),
Peter Bachratý (26/1),
Pavol Bojkovský (8/0),
Jozef Černák (5/0),
František Duba (27/9),
Rudolf Gendiar (30/9),
Stanislav Habara (1/0),
František Halasi (25/2),
Ján Herda (20/5),
Ľubomír Hraška (7/1),
Jozef Krško (16/1),
Ján Levčík (26/3),
Pavol Poruban (18/0),
Vladimír Poruban (8/0),
Milan Srňanský (29/2),
Peter Šašura (1/0),
Milan Škultéty (3/0),
Ľubomír Švirloch (14/1),
Štefan Tóth (28/1),
Jozef Vanin (7/0),
Eugen Varga (14/4),
Vladimír Weiss (18/4),
Alfonz Višňovský (10/0) –
trenér Anton Dragúň, asistent Rudolf Filaga

### Baník Prievidza
Ján Mucha (7/0),
Pavol Petruf (1/0),
Michal Šimko (23/0) –
Štefan Baláž (5/0),
Juraj Bátora (22/0),
Vladimír Brodzianský (21/1),
Rudolf Dekan (3/0),
Jaroslav Gramblička (2/0),
Jozef Hepner (27/3),
Milan Kušnír (21/4),
Michal Kuzma (30/7),
Ivan Maderič (15/0),
Ivan Nemčický (24/1),
Ivan Oravec (3/0),
Milan Peciar (12/1),
Milan Skonc (2/0),
Jozef Sluka (28/4),
Jozef Strelka (26/0),
Dušan Šebík (1/0),
Jaroslav Šebík (29/2),
Vladimír Škultéty (2/0),
Vladimír Šlosár (27/6),
Ján Šúšol (3/0),
Pavol Tkáč (26/5),
Anton Žember (23/2) –
trenér Kamil Majerník, asistent Gerhard Dzian

### Slovan Agro Levice
Dezider Halmo (30/0) –
Ivan Baláž (28/0),
Ľubomír Bartovič (26/5),
Víťazoslav Budoš (7/0),
Miroslav Chlpek (26/7),
Jozef Chovanec (7/0),
Jozef Ivančík (29/1),
Štefan Klenko (30/2),
Miloš Klinka (27/3),
Milan Kováč (19/0),
Ján Maslen (30/1),
Jozef Pichňa (12/0),
Štefan Slanina (18/2),
Ladislav Sokol (20/2),
Ladislav Struhárňanský (27/6),
Peter Ševčík (21/1),
Ľuboš Tariška (3/0),
Peter Valkovič (21/5) –
trenér Štefan Šimončič, asistent Jozef Ivančík

### TJ ZŤS Martin
Milan Hazucha (17/0),
Viliam Rendko (13/0) –
Milan Bielik (20/0),
Ladislav Cabadaj (11/0),
Ján Grňa (15/9),
Jozef Huťka (12/7),
Vladimír Huťka (28/1),
Marián Chovan (2/0),
Ivan Krutek (1/0),
Ľubomír Kunert (10/3),
Igor Lavrenčík (25/4),
Marián Lavrenčík (29/2),
Milan Macho (28/0),
Ladislav Machovič (22/1),
Jozef Plazák (12/0),
Ľudovít Puvák (28/2),
Ivan Šefčík (27/1),
Ladislav Topercer (29/0),
Tibor Václavík (16/5),
Jozef Žofaj (22/2) –
trenér Ľudovít Hojný, asistent Viliam Dubovický

### ZVL Považská Bystrica
Peter Bartek (13/0),
Jozef Gálik (17/0) –
Štefan Baroš (9/0),
Milan Bartko (25/3),
Rastislav Fiantok (21/9),
Drahomír Hanus (3/0),
Marcel Chládek (28/14),
Jaroslav Kališ (13/0),
Emil Kolkus (29/1),
Ľuboš Kopinec (30/0),
Ľubomír Kubiš (19/1),
Pavol Košík (29/2),
Marián Martinka (23/0),
Vladimír Masár (23/4),
Ladislav Pavlík (14/1),
Miroslav Pribila (26/3),
Libor Soldán (17/0),
Ján Tatiersky (27/3),
Jaroslav Vágner (1/0),
Július Weibel (18/0),
Ján Zajac (27/0) –
trenér Štefan Hojsík, asistent Marián Jokel (od jara Ján Bodnár)

### Chemlon Humenné
René Babušík (15/0),
Jaroslav Dobrančin (3/0),
Marián Firkaľ (14/0) –
Ján Balaščík (30/0),
Milan Bober (4/0),
Štefan Čirák (17/1),
Milan Danko (23/9),
Dušan Diňa (15/2),
Vladislav Fojtíček (14/1),
Ján Front (2/0),
Jaroslav Galko (30/11),
Jozef Gombita (7/0),
Slavomír Hajčák (11/2),
Miroslav Hajdučko (5/0),
Milan Jakim (24/1),
Jaroslav Jelo (14/1),
Ján Katkovčin (19/1),
Ján Kopáč (6/0),
Peter Lovacký (10/0),
Dušan Papjak (25/1),
Ján Pituk (6/0),
Stanislav Rada (2/0),
Pavol Roman (28/4),
Michal Szcygieľ (24/4),
Jozef Škrlík (6/0),
Jaroslav Varchola (4/0),
Ladislav Vasilenko (21/0) –
trenér Emil Bezdeda, asistent Jozef Švec

### ZŤS Košice
Jaroslav Olejár (21/0),
Jozef Soľanka (1/0),
Miroslav Švec (8/0) –
Andrej Babčan (5/1),
Rudolf Bilas (1/0),
Jaroslav Bodnár (20/1),
Anton Filarský (8/0),
Ján Gajdoš (26/8),
Igor Holeš (15/3),
Michal Ivan (24/2),
Pavol Jurčo (4/1),
Dezider Karako (13/2),
Eduard Kováč (28/9),
Ján Kuchár (19/1),
Ladislav Lakatoš (13/0),
Miroslav Lizoň (3/0),
Vladimír Marchevský (30/5),
Peter Mužík (29/4),
František Müller (5/0),
Slavomír Nickel (17/0),
Andrej Obert (5/0),
Anton Petrovský (12/1),
Roman Pivarník (20/0),
Jaroslav Pollák (14/0),
Jozef Sobota (20/4),
Štefan Šariššký (4/0),
Anton Švajlen (1/0),
Štefan Švaňa (6/0),
Zoltán Tomko (6/0) –
trenér Andrej Ištok, od jara Andrej Daňko, asistent Andrej Daňko, od jara Ondrej Singer

### Spartak ZŤS Dubnica nad Váhom
Bohuslav Murárik (27/0),
Ferdinand Poljak (3/0) –
Vladimír Ančic (20/0),
Ľudovít Baďura (19/1),
Ján Barkóci (26/5),
Štefan Černík (27/1),
Peter Gergely (13/2),
Dušan Kopačka (25/3),
Ján Križko (23/1),
Štefan Kunštár (13/5),
Peter Lonc (29/3),
Ladislav Mackura (25/0),
Marián Mecele (8/0),
Milan Meliš (21/2),
Štefan Mičjan (2/0),
Štefan Ruman (9/2),
Pavol Stratený (22/2),
Tibor Štefánik (18/0),
Miroslav Veselý (17/0),
Ľubomír Višňa (27/3) –
trenér Emil Kunert, asistent Silvester Kuzma

### Slavoj Poľnohospodár Trebišov
Anton Jánoš (21/0),
Miroslav Repovský (9/0) –
Igor Andrejko (7/2),
Ondrej Blanár (13/1),
Zoltán Breuer (29/0),
Stanislav Čech (29/6),
Gabriel Gojdič (6/0),
Pavol Gomolčák (6/0),
Marián Ináš (20/0),
Mikuláš Juhás (2/0),
Jozef Kiraľ (2/0),
Pavol Kretovič (27/2),
Jozef Lehocký (13/1),
Cyril Migaš (16/1),
Miroslav Mikolaj (29/8),
Gabriel Nagy (25/6),
František Németh (9/0),
Ján Novák (21/4),
Vladimír Stanko (8/1),
Jozef Stuň (22/0),
Zoltán Szedlák (25/0),
Ladislav Vankovič (19/1),
František Varga (2/0),
Ján Zuzčin (24/0) –
trenér Vojtech Malaga, asistent Pavol Kövér (od jara Gabriel Gojdič)

### Tesla Stropkov
Juraj Buček (21/0),
František Očipa (12/0) –
Vladimír Belej (27/4),
Štefan Bereš (8/0),
Pavol Bielik (24/0),
Miroslav Fedor (11/0),
Jozef Gazda (30/0),
Pavol Gostič (9/4),
Rudolf Jakubčo (10/0),
Peter Kavka (10/1),
Michal Kulík (29/0),
Alojz Lehocký (27/11),
Jozef Lehocký (28/1),
Viliam Ľuberda (30/3),
Bartolomej Miškuf (3/0),
Jozef Muška (26/0),
Marián Očipka (19/3),
Igor Popovec (15/8),
Ján Prokopič (6/0),
Vladimír Rusnák (19/1),
Jozef Števko (9/0) –
trenér Eduard Čabala, asistent Vladimír Rusnák

### Zemplín Vihorlat Michalovce
Marián Hrinda (19/0),
Milan Palovčák (5/0),
Ladislav Zupko (6/0) –
Milan Bakajsa (29/6),
Štefan Čižmadia (5/0),
Ľubomír Čižmár (28/2),
Peter Geroč (29/2),
Ján Chochol (1/0),
Vojtech Juraško (23/0),
Štefan Kondor (27/2),
Ľubomír Križ (12/0),
Milan Lukčo (9/0),
Miroslav Paško (13/0),
Jozef Porvaz (30/12),
Ján Rovňák (1/0),
Pavol Sütö (29/6),
Ladislav Šimčo (11/0),
Ján Varga (17/1),
Michal Varga (29/0),
Štefan Varga (14/1),
Dušan Varmeďa (6/0),
Ján Zátorský (17/1),
Jozef Žarnay (23/3) –
trenér Štefan Nadzam, asistent Štefan Potoma

### Gumárne 1. mája Púchov
Karol Brányik (5/0),
Marián Chovanec (1/0),
Milan Šatka (26/0) –
Peter Bárka (29/5),
Jozef Bielík (9/0),
Pavol Burdej (11/4),
Michal Gajdoš (8/0),
Milan Hošťák (14/3),
Vladimír Hýll (22/4),
Rudolf Chobot (8/0),
Jaroslav Chovanec (26/5),
Ladislav Kučera (29/1),
Ľubomír Luhový (12/2),
Peter Luhový (23/4),
Jozef Moriš (7/0),
Stanislav Mráz (10/0),
Ladislav Pavlík (9/0),
Jozef Pavlis (20/0),
Ľubomír Pavliš (4/0),
Jozef Poliak (3/0),
Miroslav Škripec (7/0),
Miroslav Štefánek (21/1),
Štefan Tománek (26/2),
Štefan Vanák (29/0),
Stanislav Višňovský (7/0),
Štefan Zábojník (9/1) –
trenér Jozef Jozefovič, asistent Štefan Tománek